# 동물대탐험 - 구리구리댕댕
동물탐험 - 구리구리댕댕은 한국교육방송공사에서 방영한 텔레비전 방송 프로그램이다.

## 등장 인물
- 구리구리 - 엄상현
- 댕댕 - 장은숙
- 늘보 - 정영웅